# Єзьожани (гміна)
Гміна Єзьожани (пол. Gmina Jeziorzany) — сільська гміна у східній Польщі. Належить до Любартівського повіту Люблінського воєводства.
Станом на 31 грудня 2011 у гміні проживало 2982 особи.

## Площа
Згідно з даними за 2007 рік площа гміни становила 66.63 км², у тому числі:
- орні землі: 78.00%
- ліси: 11.00%

Таким чином, площа гміни становить 5.16% площі повіту.

## Населення
Станом на 31 грудня 2011:
| Опис     | Загалом | Загалом | Чоловіки | Чоловіки | Жінки | Жінки |
| -------- | ------- | ------- | -------- | -------- | ----- | ----- |
| одиниця  | осіб    | %       | осіб     | %        | осіб  | %     |
| все      | 2982    | 100     | 1474     | 49.43    | 1508  | 50.57 |
| міське   | 0       | 100     | 0        |          | 0     |       |
| сільське | 2982    | 100     | 1474     | 49.43    | 1508  | 50.57 |

## Сусідні гміни
Гміна Єзьожани межує з такими гмінами: Адамів, Баранів, Коцьк, Міхів, Серокомля, Уленж.